# سلطان محمد اکبر
سلطان محمد اکبر، (۱۱ سپتامبر ۱۶۵۷ – ۳۱ مارس ۱۷۰۶) سومین پسر امپراتور اورنگ‌زیب از دلرس بانو بیگم بود و مادرش در هنگام زایمان او از دنیا رفت. محمد اکبر در نزد خواهرش زیب‌النسا بیگم بزرگ شد. او بعد از شورش علیه پدرش به مشهد تبعید شد.
سلطان محمد اکبر تا سال ۱۰۸۵ ه.ش. یعنی حدود ۱۰ سال در مشهد زندگی کرد و بیشتر اوقات خود را به خدمت و عبادت در حرم امام رضا یا رسیدگی به امور زائران و مجاوران نیازمند می‌گذراند.

## مدفن
سلطان‌ محمد اکبر در ۱۱ فروردین سال ۱۰۸۵، در ۴۸ سالگی درگذشت و در رواق دارالسیاده حرم امام رضا دفن ‌شد.